# Globovisión
A GloboVisión é uma rede privada de TV venezuelana com 24 horas de notícias, que entrou ao ar em 1995 como canal local que só transmitia em Caracas para chegar a Carabobo para depois, com o apoio da DirecTV Venezuela, chegar a nível nacional.
Guillermo Zuloaga é o dono do canal, empresário que também é sócio-acionário da agência de publicidade ARS. O diretor geral e acionista da rede é Alberto Frederico Ravell.